# بيتي تومبكينز
بيتي تومبكينز (بالإنجليزية: Betty Tompkins)‏ هي رسامة أمريكية، ولدت في 1945 في واشنطن العاصمة في الولايات المتحدة.